# بني فتح (بني افتح)
بني فتح هي إحدى مشيخات المملكة المغربية، تتبع جغرافيا لإقليم تازة وإداريًا لبني افتح. يقدر عدد سكانها بـ 4382 نسمة حسب الإحصاء الرسمي للسكان والسكنى لسنة 2004.